# Голийска Моравица
Голийска Моравица, наричана на български също Сръбска Морава, е река в западна Сърбия.
Извира от планината Голия и тече на север в продължение на 98 километра, преминавайки през град Иваница, като при Пожега се слива с река Джетиня, образувайки Западна Морава. Площта на водосборния ѝ басейн е 1 486 квадратни километра.